# 헌법연구관
헌법연구관(憲法硏究官, 영어: Rapporteur Judge)은 대한민국 헌법재판소에서 재판관들을 보좌하여 헌법재판 실무를 담당하는 법률가를 말한다.

## 정의
대한민국 헌법재판소에서 근무하는 국가공무원법 제2조 제2항 제2호에 따른 특정직 국가공무원으로, 헌법재판소법 제19조 제4항에 따라 헌법재판소장의 명을 받아 사건의 심리 및 심판에 관한 조사ㆍ연구에 종사하는 전문인력이다.

#### 지원자격
헌법재판소법 제19조 제4항에 따라 아래의 각 호에 해당하는 경우 헌법연구관으로 임용될 수 있다. 
1. 판사, 검사, 변호사의 자격이 있는 사람
2. 공인된 대학의 법률학 조교수 이상의 직에 있던 사람
3. 국회, 정부 또는 법원 등 국가기관에서 4급 이상의 공무원으로서 5년 이상 법률에 관한 사무에 종사한 사람
4. 법률학에 관한 박사학위 소지자로서 국회, 정부, 법원 또는 헌법재판소 등 국가기관에서 5년 이상 법률에 관한 사무에 종사한 사람
5. 법률학에 관한 박사학위 소지자로서 헌법재판소규칙으로 정하는 대학 등 공인된 연구기관에서 5년 이상 법률에 관한 사무에 종사한 사람

#### 임용절차
헌법재판소법 제19조 제4항에 따라 임용되는 헌법연구관은 일명 '자체'연구관이라 칭하며, 헌법연구관인사규칙 제11조, 제13조에 따라 면접시험 등을 실시하고 그 결과에 따라 헌법연구관 인사위원회 심의, 재판관회의 의결을 거쳐 헌법재판소장에 의해 임명된다. 매년 약 한 자릿수의 인원만을 임용하므로 경쟁률이 매우 높은 수준이다.
한편 헌법재판소법 제19조 제9항에 따라 현직 법관, 검사 등이 헌법재판소에서 헌법연구관으로 2년간 파견근무를 하는 경우가 있는데, 이들을 일명 '파견'연구관이라 부른다. 헌법재판소 출범 당시에는 인력과 예산이 충분하지 않아 헌법연구관 중 파견연구관의 비중이 높았으나, 헌법재판의 전문성을 확보하기 위해 자체연구관 임용이 증가한 결과 현재는 헌법연구관 약 70명 중 자체연구관이 약 60여명, 파견연구관이 약 10여명인 것으로 알려져 있다.

#### 임기 및 정년
헌법연구관의 임기는 10년이고, 연임할 수 있으며, 정년은 60세다. 임기를 10년으로 하고 연임이 가능한 구조는 법관과 같으나, 법관의 정년은 법원조직법 제45조 제4항 개정을 여러 차례 거쳐 2012년 기준으로 65세까지 상향된 반면, 헌법연구관은 헌법재판소법 제19조 제7항이 개정되지 않아 60세에 머무르고 있다는 점에 차이가 있다.

#### 대우
헌법재판소는 대법원과 동등한 최고법원으로서 우수인력을 유치하기 위해 헌법연구관의 대우를 법관과 동등한 수준으로 유지하는 것으로 알려져 있다. 다만 법관은 그 자체가 대한민국 헌법 제5장에 따른 헌법기관으로서 사법권의 독립보장을 위해 법관징계법 제3조 제1항에 의해서 최대 정직의 징계만을 받고 그 밖에는 헌법 제65조 제1항에 따른 탄핵의 대상이 될 뿐이나, 헌법연구관은 재판관의 보좌인력이므로 국가공무원법 제79조에 따라 최대 파면 징계의 대상이 된다.

#### 헌법연구관보
헌법재판소법 제19조의2 제1항 및 헌법연구관보 임용의 면제 등에 관한 규칙 제2조에 따라 3년(박사학위 소지자의 경우 8년) 미만의 경력을 지닌 사람이 헌법연구관으로 임용되는 경우, 헌법연구관보(憲法硏究官補, 영어: Junior Rapporteur Judge)로 임용한 뒤 3년의 경력을 채웠을 때 헌법연구관으로 다시 임용하게 된다. 헌법연구관보는 국가공무원법 제2조 제3항 제2호에 따른 별정직 국가공무원에 해당한다.

## 직무영역
헌법연구관(보)는 헌법재판소 재판관들을 보좌하여 헌법재판 사건에 대한 보고서 및 결정문 초안을 작성하는 등 헌법재판 실무에 종사하는 전문인력으로서 법관, 검사와 같은 특정직 국가공무원이므로, 국가공무원법 제4조 제2항 제2호 및 연구직 및 지도직공무원의 임용 등에 관한 규정 제2조, 제3조에 따라 학술연구에 종사하는 연구직 공무원에는 해당하지 않는다. 대한민국 대법원에서 대법관들을 보좌하여 재판 실무에 종사하는 재판연구관(법원조직법 제24조 제1항), 또는 각급 법원에서 법관들을 보좌하여 재판 실무에 종사하는 재판연구원(법원조직법 제53조의2 제1항)과 유사한 기능을 헌법재판소에서 담당하고 있는 셈이다.
다만 헌법재판에 관한 전문적인 학술연구를 담당할 전문인력에 대한 필요성이 있으므로, 헌법재판소는 자체적으로 전문인력인 헌법연구위원(憲法硏究委員, 영어: Academic Advisor)과 헌법연구원(憲法硏究員, 영어: Constitutional Researcher)을 헌법재판소법 제19조의3, 헌법재판소 공무원 규칙 제4조의3 제4항, 별표 1의3에 따라 전문임기제 국가공무원으로 채용하고 있다. 헌법연구위원은 주로 현직 법학교수가 임명되며, 헌법연구원은 박사급 전문인력이 채용된다.
한편으로 헌법재판소는 헌법재판 제도에 관한 기초법적 학술연구 및 헌법교육을 담당할 부속기관으로서 헌법재판연구원(Constitutional Research Institute)을 설치하고 그 산하에 헌법재판소 헌법연구관들을 연구팀장으로 파견하며, 팀장 산하의 연구인력들을 헌법재판소법 제19조의4 제5항에 따라 일반임기제 공무원으로 채용하고 있다. 이들은 연구 및 교육을 맡는 인력으로서 행정사무관급 교수인 책임연구관(責任硏究官, 영어: Professor)과 행정주사급인 책임연구원(責任硏究員)으로 호칭된다.

## 보직
헌법연구관들은 대부분 헌법재판소 내 재판관들 산하 연구부에 소속되어 근무하며, 연구부는 각 재판부에 전속된 '전속부'와 개별 쟁점들을 중점적으로 조사하는 '공동부(자유권부, 재산권부, 사회권부)'로 나뉜다. 일부 헌법연구관들은 헌법재판소법 제19조 제11항에 따라 헌법재판연구원에 연구팀장으로 파견되어 근무하기도 하고, 국회 또는 대법원에 헌법연구관이 직접 파견되는 사례도 발견된다.

## 해외사례
헌법재판은 국가별로 고유한 역사적 속성을 지닌 헌법에 따라 매우 다른 형태를 보이며, 이에 따라 헌법재판을 보좌하는 전문인력이 재판에 관여하는 형태도 국가마다 매우 다른 형태로 나타나므로 제도에 관해 일관된 비교법적 연구가 쉽지 않다. 예를 들어 대한민국의 헌법연구관은 임기가 10년이지만, 재판관들의 임기는 6년이므로 연구관들이 재판관들보다 지속적으로 판례의 형성에 영향을 끼치는 셈이다. 한편으로 헌법연구관들은 보고서와 결정문 초안을 작성하는 등 간접적으로만 재판에 관여하나, 재판관들은 심리와 평의를 거쳐 최종적인 결정문을 작성하여 직접 재판을 수행한다. 그러나 국가에 따라서는 헌법재판 보좌인력이 재판관보다 짧게 근무하거나, 재판관과 함께 심리와 평의에 참여하는 경우도 있다.
- 터키 : 터키 헌법재판소에 근무하는 헌법연구관 (튀르키예어: Raportörler, 영어: Rapporteur-Judge) 들은 임기의 제한 없이 정년까지 근무하며, 각 재판관들에게 배속되지 않고 모든 헌법연구관들이 공동조를 구성한다. 헌법연구관의 정년과 일반법원 판사의 정년은 동일하고, 터키 헌법 제146조에 따라 15명의 터키 헌법재판소 재판관 중 4명은 반드시 고위공직자, 변호사, 판사, 검사 또는 헌법연구관 중에서 임명되어야 한다.[8]

## 같이 보기
- 헌법재판
- 헌법재판소
- 대한민국 헌법재판소
- 헌법연구관인사위원회
- 재판연구원